# Malé Lednice
Malé Lednice (maďarsky Kislednic) jsou obec na Slovensku v okrese Považská Bystrica v Trenčínském kraji. Žije zde 480 obyvatel. První písemná zmínka o obci pochází z roku 1339.
V roce 1711 se zde narodil slovenský jezuitský filosof a teolog, profesor Trnavské univerzity Štefan Gažo.